# Géographie du Kosovo
Le Kosovo couvre une superficie de 10 887 km2.

## Topographie
Une grande partie du Kosovo est montagneuse. Le plus haut sommet du Kosovo est le Gjeravica, culminant à 2 656 mètres dans le massif de Prokletije, il est situé dans l'ouest à la frontière avec l'Albanie. Le Šar, une chaîne de montagne, se situe dans le sud et le sud-est à la frontière avec la Macédoine du Nord. La partie méridionale des monts Kopaonik occupe le nord du Kosovo.

## Hydrologie
Le Kosovo n'a pas d'accès à la mer, cependant plusieurs rivières et lacs notables se situent sur son territoire. Les principaux fleuves sont le Drin Blanc, coulant vers la mer Adriatique, l'Erenik (parmi ses affluents), la Sitnica, dans le sud de la région de Morava Goljak, et l'Ibar, dans le nord. Les principaux lacs sont le Gazivoda (380 millions de m3) dans la partie nord-ouest, Radonjić (en) (113 millions de m3) dans la partie sud-ouest, Batlava (40 millions de m3) et Badovac (26 millions de m3) dans la partie nord-est. On  trouve au Kosovo des lacs plus petits tels les lacs de Zemra, de Djeravica et de Licenat (ou Kuqishtë). On trouve aussi des chutes d'eau notables.
- les chutes du Drin, 25 mètres, situées à l'embouchure de la rivière Drin blanc.
- les chutes Miruša sont une série de chutes sur la rivière Miruša (un affluent du Drin) dans la municipalité de Mališevo dans l'ouest du Kosovo, à l'est de la région de Metohija.

## Climat
Le Kosovo est situé sur la péninsule des Balkans, entre la mer Méditerranée et les régions montagneuses du sud de l'Europe. Cette position géographique lui confère sa grande variation de températures annuelles; des étés avec de fortes températures pouvant dépasser 40 °C et des hivers assez froids (jusqu'à −30 °C). Le climat du Kosovo est considéré comme humide continental.

## Sources
- (en) Cet article est partiellement ou en totalité issu de l’article de Wikipédia en anglais intitulé « Geography of Kosovo » (voir la liste des auteurs).